# Französische Rugby-Union-Meisterschaft 1948/49
Die Saison 1948/49 war die 50. Austragung der französischen Rugby-Union-Meisterschaft (französisch Championnat de France de rugby à XV). Sie umfasste 48 Mannschaften in der ersten Division (heutige Top 14).
Die Meisterschaft begann mit der Vorqualifikation, in der Mannschaften der zweiten Division aufeinander trafen und Startplätze für die erste Gruppenphase unter sich ausmachten. Anschließend gab es in der ersten Gruppenphase sechs Gruppen mit je acht Mannschaften. In diesen qualifizierten sich die Erst- bis Viertplatzierten für die zweite Gruppenphase. Diese wiederum bestand aus acht Gruppen mit je drei Mannschaften, wobei die Erstplatzierten in die Finalphase einzogen. Es folgten Achtel-, Viertel- und Halbfinale. Im Endspiel, das am 22. Mai 1949 im Stade des Ponts-Jumeaux in Toulouse stattfand, trafen die zwei Halbfinalsieger aufeinander und spielten um den Bouclier de Brennus. Dabei setzte sich Castres Olympique gegen Stade Montois durch und errang erstmals den Meistertitel.

## Vorqualifikation
Detailergebnisse nicht bekannt.

## Erste Gruppenphase
|    | Team            | Siege | Unent. | Ndlg. | Spiel- punkte | Diff. | Tabellen- punkte |
| -- | --------------- | ----- | ------ | ----- | ------------- | ----- | ---------------- |
| 1. | FC Lourdes      | 7     | 1      | 2     | 97:48         | + 49  | 25               |
| 2. | FC Auch         | 6     | 1      | 3     | 59:48         | + 11  | 23               |
| 3. | Section Paloise | 5     | 1      | 4     | 70:56         | + 14  | 21               |
| 4. | RC Vichy        | 4     | 2      | 4     | 51:42         | + 9   | 20               |
| 5. | US Cognac       | 3     | 2      | 5     | 40:42         | − 2   | 18               |
| 6. | TOEC            | 1     | 1      | 8     | 26:107        | − 81  | 13               |

|    | Team                | Siege | Unent. | Ndlg. | Spiel- punkte | Diff. | Tabellen- punkte |
| -- | ------------------- | ----- | ------ | ----- | ------------- | ----- | ---------------- |
| 1. | Biarritz Olympique  | 5     | 4      | 1     | 72:52         | + 20  | 24               |
| 2. | RC Toulon           | 6     | 1      | 3     | 125:42        | + 83  | 23               |
| 3. | US Montauban        | 5     | 1      | 4     | 62:71         | − 9   | 21               |
| 4. | CA Périgueux        | 3     | 4      | 3     | 57:48         | + 9   | 20               |
| 5. | SC Tulle            | 3     | 4      | 3     | 59:59         | ± 0   | 20               |
| 6. | Stade Montluçonnais | 0     | 2      | 8     | 16:119        | − 103 | 12               |

|    | Team               | Siege | Unent. | Ndlg. | Spiel- punkte | Diff. | Tabellen- punkte |
| -- | ------------------ | ----- | ------ | ----- | ------------- | ----- | ---------------- |
| 1. | CS Vienne          | 7     | 0      | 3     | 134:35        | + 99  | 24               |
| 2. | USA Limoges        | 6     | 1      | 3     | 65:47         | + 18  | 23               |
| 3. | Stadoceste Tarbais | 6     | 1      | 3     | 73:64         | + 9   | 23               |
| 4. | RC Narbonne        | 5     | 0      | 5     | 79:74         | + 5   | 20               |
| 5. | Stade Aurillacois  | 4     | 1      | 5     | 46:92         | − 46  | 19               |
| 6. | Stade Français     | 0     | 1      | 9     | 34:119        | − 85  | 11               |

|    | Team               | Siege | Unent. | Ndlg. | Spiel- punkte | Diff. | Tabellen- punkte |
| -- | ------------------ | ----- | ------ | ----- | ------------- | ----- | ---------------- |
| 1. | AS Montferrand     | 6     | 3      | 1     | 75:37         | + 38  | 25               |
| 2. | Stade Montois      | 5     | 4      | 1     | 45:33         | + 12  | 24               |
| 3. | AS Soustons        | 3     | 4      | 3     | 54:40         | + 14  | 20               |
| 4. | USA Perpignan      | 3     | 3      | 4     | 72:73         | − 1   | 19               |
| 5. | SC Angoulême       | 2     | 3      | 5     | 31:46         | − 15  | 17               |
| 6. | Stade Lavelanétien | 1     | 3      | 6     | 25:73         | − 48  | 15               |

|    | Team                  | Siege | Unent. | Ndlg. | Spiel- punkte | Diff. | Tabellen- punkte |
| -- | --------------------- | ----- | ------ | ----- | ------------- | ----- | ---------------- |
| 1. | AS Béziers            | 7     | 2      | 1     | 135:50        | + 85  | 26               |
| 2. | SU Agen               | 7     | 0      | 3     | 59:30         | + 29  | 24               |
| 3. | Paris Université Club | 3     | 4      | 3     | 59:53         | + 6   | 20               |
| 4. | Stade Rochelais       | 4     | 1      | 5     | 56:83         | − 27  | 19               |
| 5. | US Bressane           | 2     | 2      | 6     | 49:118        | − 69  | 16               |
| 6. | Aviron Bayonnais      | 2     | 1      | 7     | 66:90         | − 24  | 15               |

|    | Team            | Siege | Unent. | Ndlg. | Spiel- punkte | Diff. | Tabellen- punkte |
| -- | --------------- | ----- | ------ | ----- | ------------- | ----- | ---------------- |
| 1. | CA Bègles       | 7     | 1      | 2     | 113:60        | + 53  | 25               |
| 2. | US Bergerac     | 6     | 1      | 3     | 75:43         | + 32  | 23               |
| 3. | Valence Sportif | 5     | 1      | 4     | 47:79         | − 32  | 21               |
| 4. | US Carmaux      | 4     | 1      | 5     | 37:35         | + 2   | 19               |
| 5. | UMS Montélimar  | 2     | 3      | 5     | 17:59         | − 42  | 17               |
| 6. | SC Mazamet      | 2     | 1      | 7     | 35:48         | − 13  | 15               |

|    | Team              | Siege | Unent. | Ndlg. | Spiel- punkte | Diff. | Tabellen- punkte |
| -- | ----------------- | ----- | ------ | ----- | ------------- | ----- | ---------------- |
| 1. | Stade Toulousain  | 6     | 3      | 1     | 69:34         | + 35  | 25               |
| 2. | Castres Olympique | 6     | 3      | 1     | 53:31         | + 22  | 25               |
| 3. | US Dax            | 5     | 3      | 3     | 66:49         | + 17  | 22               |
| 4. | US Marmande       | 3     | 2      | 5     | 50:68         | − 18  | 18               |
| 5. | Stade Bordelais   | 3     | 1      | 6     | 45:53         | − 8   | 17               |
| 6. | FC Grenoble       | 1     | 1      | 8     | 41:89         | − 48  | 13               |

|    | Team                  | Siege | Unent. | Ndlg. | Spiel- punkte | Diff. | Tabellen- punkte |
| -- | --------------------- | ----- | ------ | ----- | ------------- | ----- | ---------------- |
| 1. | CA Brive              | 6     | 3      | 1     | 60:25         | + 35  | 25               |
| 2. | US Tyrosse            | 6     | 1      | 3     | 72:39         | + 33  | 23               |
| 3. | Lyon OU               | 4     | 2      | 4     | 52:63         | − 11  | 20               |
| 4. | Racing Club de France | 5     | 0      | 5     | 65:82         | − 17  | 20               |
| 5. | US Romans             | 3     | 2      | 5     | 74:79         | − 5   | 18               |
| 6. | AS Bort-les-Orgues    | 2     | 0      | 8     | 42:77         | − 35  | 14               |

## Zweite Gruppenphase
|    | Team               | Siege | Unent. | Ndlg. | Spiel- punkte | Diff. | Tabellen- punkte |
| -- | ------------------ | ----- | ------ | ----- | ------------- | ----- | ---------------- |
| 1. | Stadoceste Tarbais | 2     | 0      | 0     | 15:3          | + 12  | 6                |
| 2. | FC Auch            | 0     | 1      | 1     | 9:15          | − 6   | 3                |
| 3. | AS Béziers         | 0     | 1      | 1     | 6:12          | − 6   | 3                |

|    | Team        | Siege | Unent. | Ndlg. | Spiel- punkte | Diff. | Tabellen- punkte |
| -- | ----------- | ----- | ------ | ----- | ------------- | ----- | ---------------- |
| 1. | CA Bègles   | 1     | 0      | 1     | 22:9          | + 13  | 4                |
| 2. | USA Limoges | 1     | 0      | 1     | 14:17         | − 3   | 4                |
| 3. | US Dax      | 1     | 0      | 1     | 6:16          | − 10  | 4                |

|    | Team         | Siege | Unent. | Ndlg. | Spiel- punkte | Diff. | Tabellen- punkte |
| -- | ------------ | ----- | ------ | ----- | ------------- | ----- | ---------------- |
| 1. | US Montauban | 1     | 1      | 0     | 9:5           | + 4   | 5                |
| 2. | FC Lourdes   | 1     | 0      | 1     | 14:9          | + 5   | 4                |
| 3. | US Bergerac  | 0     | 1      | 1     | 0:9           | − 9   | 3                |

|    | Team            | Siege | Unent. | Ndlg. | Spiel- punkte | Diff. | Tabellen- punkte |
| -- | --------------- | ----- | ------ | ----- | ------------- | ----- | ---------------- |
| 1. | AS Montferrand  | 1     | 1      | 0     | 27:15         | + 12  | 5                |
| 2. | US Tyrosse      | 1     | 0      | 1     | 24:18         | + 6   | 4                |
| 3. | Section Paloise | 0     | 1      | 1     | 9:27          | − 18  | 3                |

|    | Team        | Siege | Unent. | Ndlg. | Spiel- punkte | Diff. | Tabellen- punkte |
| -- | ----------- | ----- | ------ | ----- | ------------- | ----- | ---------------- |
| 1. | RC Toulon   | 1     | 1      | 0     | 23:8          | + 15  | 5                |
| 2. | CA Brive    | 1     | 1      | 0     | 6:3           | + 3   | 5                |
| 3. | AS Soustons | 0     | 0      | 2     | 5:23          | − 18  | 2                |

|    | Team              | Siege | Unent. | Ndlg. | Spiel- punkte | Diff. | Tabellen- punkte |
| -- | ----------------- | ----- | ------ | ----- | ------------- | ----- | ---------------- |
| 1. | Castres Olympique | 1     | 1      | 0     | 20:3          | + 17  | 5                |
| 2. | Stade Montois     | 1     | 0      | 1     | 8:17          | − 9   | 4                |
| 3. | Valence Sportif   | 0     | 1      | 1     | 3:11          | − 8   | 3                |

|    | Team      | Siege | Unent. | Ndlg. | Spiel- punkte | Diff. | Tabellen- punkte |
| -- | --------- | ----- | ------ | ----- | ------------- | ----- | ---------------- |
| 1. | CS Vienne | 1     | 1      | 0     | 6:0           | + 6   | 5                |
| 2. | SU Agen   | 1     | 1      | 0     | 8:3           | + 5   | 5                |
| 3. | Lyon OU   | 0     | 0      | 2     | 3:14          | − 11  | 2                |

|    | Team                  | Siege | Unent. | Ndlg. | Spiel- punkte | Diff. | Tabellen- punkte |
| -- | --------------------- | ----- | ------ | ----- | ------------- | ----- | ---------------- |
| 1. | Stade Toulousain      | 2     | 0      | 0     | 19:9          | + 10  | 6                |
| 2. | Biarritz Olympique    | 1     | 0      | 1     | 10:6          | + 4   | 4                |
| 3. | Paris Université Club | 0     | 0      | 2     | 12:26         | − 14  | 2                |

## Finalphase

### Achtelfinale
| Datum          | Begegnung                          | Ergebnis |
| -------------- | ---------------------------------- | -------- |
| 17. April 1949 | Castres Olympique – USA Limoges    | 21:6     |
| 17. April 1949 | RC Toulon – Biarritz Olympique     | 11:3     |
| 17. April 1949 | CS Vienne – US Tyrosse             | 11:3     |
| 17. April 1949 | SU Agen – CA Bègles                | 14:9     |
| 17. April 1949 | Stade Montois – Stadoceste Tarbais | 11:0     |
| 17. April 1949 | Stade Toulousain – FC Auch         | 09:8     |
| 17. April 1949 | CA Brive – US Montauban            | 08:3     |
| 17. April 1949 | AS Montferrand – FC Lourdes        | 16:8     |

### Viertelfinale
| Datum          | Begegnung                        | Ergebnis |
| -------------- | -------------------------------- | -------- |
| 24. April 1949 | Castres Olympique – RC Toulon    | 17:6     |
| 24. April 1949 | CS Vienne – SU Agen              | 14:6     |
| 24. April 1949 | Stade Montois – Stade Toulousain | 06:5     |
| 24. April 1949 | CA Brive – AS Montferrand        | 08:0     |

### Halbfinale
| Datum       | Begegnung                     | Ergebnis |
| ----------- | ----------------------------- | -------- |
| 1. Mai 1949 | Castres Olympique – CS Vienne | 12:6     |
| 1. Mai 1949 | Stade Montois – CA Brive      | 08:0     |

### Finale
Anmerkung: Hierbei handelt es sich um ein Wiederholungsspiel. Das erste Finale am 15. Mai 1949 endete 3:3 unentschieden.
| 22. Mai 1949 | Castres Olympique                                                                                     | 14 : 3        | Stade Montois          | Stade des Ponts-Jumeaux, Toulouse Zuschauer: 23.000 Schiedsrichter: Lucien Barbe |
| 22. Mai 1949 | Versuche: Matheu-Cambas (1) Balent (1) Coll (1) Erhöhungen: Pierre-Antoine (1) Dropgoals: Torrens (1) | (3:3) Bericht | Versuche: Larrezet (1) | Stade des Ponts-Jumeaux, Toulouse Zuschauer: 23.000 Schiedsrichter: Lucien Barbe |

Aufstellungen
Castres Olympique: André Alary, Armand Balent, André Chanfreau, René Coll, Robert Espanol, Raymond Fabre, Clément Fité, Victor Lachat, Jacques Larzabal, Raphael Lopez, Jean Matheu-Cambas, Joseph Moreno, Jean Pierre-Antoine, Maurice Siman, Albert Torrens
Stade Montois: Emmanuel Baradat, Léonce Beheregaray, Georges Berrocq-Irigoin, Albert Bonnecaze, André Brocas, Jean-Noël Brocas, Rémy Cabos, Pierre Casassus, Jean Dachary, Jean Darrieussecq, André Labeyrie, Jacques Larrezet, René Lasserre, Jean Loyola, Pierre Pascalin